# Бунс-Мілл (Вірджинія)
Бунс-Мілл (англ. Boones Mill) — місто (англ. town) в США, в окрузі Франклін штату Вірджинія. Населення — 259 осіб (2020).

## Географія
Бунс-Мілл розташований за координатами 37°6′56″ пн. ш. 79°57′3″ зх. д. / 37.11556° пн. ш. 79.95083° зх. д. (37.115481, -79.950749).  За даними Бюро перепису населення США в 2010 році місто мало площу 1,90 км², з яких 1,90 км² — суходіл та 0,00 км² — водойми.

## Демографія
Згідно з переписом 2010 року, у місті мешкало 239 осіб у 107 домогосподарствах у складі 67 родин. Густота населення становила 126 осіб/км².  Було 127 помешкань (67/км²).
Расовий склад населення:
| - 94,1 % — білих - 3,8 % — чорних або афроамериканців - 0,4 % — корінних американців |

До двох чи більше рас належало 1,7 %. Частка іспаномовних становила 0,0 % від усіх жителів.
За віковим діапазоном населення розподілялося таким чином: 19,2 % — особи молодші 18 років, 64,1 % — особи у віці 18—64 років, 16,7 % — особи у віці 65 років та старші. Медіана віку мешканця становила 44,1 року. На 100 осіб жіночої статі у місті припадало 94,3 чоловіків;  на 100 жінок у віці від 18 років та старших — 96,9 чоловіків також старших 18 років.
Середній дохід на одне домашнє господарство  становив 53 695 доларів США (медіана — 52 250), а середній дохід на одну сім'ю — 65 071 долар (медіана — 58 750). За межею бідності перебувало 8,2 % осіб, у тому числі 10,5 % дітей у віці до 18 років та 3,3 % осіб у віці 65 років та старших.
Цивільне працевлаштоване населення становило 83 особи. Основні галузі зайнятості: освіта, охорона здоров'я та соціальна допомога — 34,9 %, роздрібна торгівля — 18,1 %, виробництво — 9,6 %, науковці, спеціалісти, менеджери — 6,0 %.